# Дактилобаты
Дактилобаты (лат. Dactylobatus) — род скатов семейства ромбовых отряда скатообразных. Это хрящевые рыбы, ведущие донный образ жизни, с крупными, уплощёнными грудными плавниками в форме ромба и округлым рылом. На вентральной стороне диска расположены 5 жаберных щелей, ноздри и рот. Хвост длинный и тонкий. Максимальная зарегистрированная длина 75 см. Эти скаты обитают в центрально-западной части Атлантического океана. Встречаются на глубине до 915 м при температуре от 6,4 °C до 17,4 °C и солёности воды  34,89—36,38 ‰. Размножаются, откладывая яйца, заключённые в прочную роговую капсулу с выступами по углам. 
Название рода происходит от лат. batis — «скат» и лат. raja — «хвостокол».

## Классификация
В настоящее время к роду относят 2 вида:
- Dactylobatus armatus Bean & A. C. Weed, 1909 — Вооружённый дактилобат
- Dactylobatus clarkii (Bigelow & Schroeder, 1958)